# Municipio de Devillo
El municipio de Devillo (en inglés: Devillo Township) es un municipio ubicado en el condado de Richland en el estado estadounidense de Dakota del Norte. En el año 2010 tenía una población de 84 habitantes y una densidad poblacional de 0,9 personas por km².

## Geografía
El municipio de Devillo se encuentra ubicado en las coordenadas 46°3′57″N 96°42′1″O / 46.06583, -96.70028. Según la Oficina del Censo de los Estados Unidos, el municipio tiene una superficie total de 93.18 km², de la cual 93,18 km² corresponden a tierra firme y (0 %) 0 km² es agua.

## Demografía
Según el censo de 2010, había 84 personas residiendo en el municipio de Devillo. La densidad de población era de 0,9 hab./km². De los 84 habitantes, el municipio de Devillo estaba compuesto por el 92,86 % blancos, el 7,14 % eran de otras razas. Del total de la población el 7,14 % eran hispanos o latinos de cualquier raza.